# Blechnum maximum
Blechnum maximum är en kambräkenväxtart som först beskrevs av Robert Brown och Carl Frederik Albert Christensen, och fick sitt nu gällande namn av Maarten J.M. Christenhusz. Blechnum maximum ingår i släktet Blechnum och familjen Blechnaceae. Inga underarter finns listade.